# دينسا
دينسا (Densa) كانت في الأساس مؤسسة خيالية تم إنشاؤها من أجل المحاكاة الساخرة لـ جمعية منسا الدولية (Mensa International). فبدلاً من الانتماء إلى أذكى 2% من السكان (وهو معيار الصلاحية للمشاركة في Mensa)، يجب أن يكون أعضاء Densa من بين أغبى 98% من السكان.
 والاسم Densa عبارة عن لفظ منحوت من dense (التي تعني غبي) وMensa.
ولا توجد منظمة Densa رسمية مفردة، وبدلاً من ذلك، هناك العديد من المشروعات المتنوعة التي تستخدم هذا الاسم تتواجد في شكل مجموعات غير رسمية، والتي يهدف مؤسسوها في الغالب إلى أن تكون مجرد دعابة وليست شركة فعلية جادة. وحتى داخل Mensa ذاتها، تواجدت مجموعة اهتمام خاصة (SIG، وهي عبارة عن مجموعة فرعية غير رسمية للعاملين في Mensa لمشاركة المصالح العامة الخاصة بهم) تدور حول Densa، مثل كل مجموعات اهتمام Mensa، وهي تتطلب العضوية في Mensa من أجل المشاركة بها، وذلك أثناء نشاطها.
وقد أدى مفهوم إنشاء شركة لأولئك الذين يعانون من الغباء إلى إنشاء «نشرة Mensa في بوسطن وضواحيها (BOMB)» في أغسطس من عام 1974، في «اللغز الثاني لتمكين القنابل» (A-Bomb-inable Puzzle II)، على يد جون دي كونز.
وقد اشتمل اللغز على "فصل بوسطن في Densa، مجتمع منخفضي نسبة الذكاء.
"وقد اشتملت الإصدارات التالية على ألغاز إضافية تشتمل على مزح خادعة حول المجموعة، وقد تمت إعادة طباعته من خلال نشرات مجموعات Mensa الأخرى، قبل أن يحظى مفهوم المجموعات منخفضة نسبة الذكاء بانتشار كبير في السبعينيات من القرن العشرين، حيث قام آخرون بعمل المسابقات وما إلى ذلك.

وقد تمت كتابة كتاب فكاهي اسمه The Densa Quiz: The Official & Complete Dq Test of the International Densa Society (مسابقة دينسا: الاختبار الرسمي والكامل لجودة البيانات الخاص بجمعية دينسا الدولية) في عام 1983 على يد ستيفن برايس وجيه ويبستر شيلدز.

## وصلات خارجية
- A Densa site with image of a Densa diploma